# San Fernando de Henares
San Fernando de Henares est une commune espagnole située dans la communauté de Madrid.

## Géographie
Située à environ 15 km à l'est de Madrid, plus précisément dans le Corredor del Henares, la ville fait partie de l'aire métropolitaine de Madrid.
Son territoire de 39,29 km2 en forme de L est en partie limité par la Jarama et son affluent le Henares. Il comprend à l'ouest le noyau urbain où vit l'essentiel de la population, entouré à l'est de la vallée de la Jarama à caractère rural et enfin, au nord-est, au-delà de l'autoroute M-50, une zone d'entreprises limitrophe de Torrejón de Ardoz.
Une partie de la commune est située dans le parc régional du Sud-Est.
| Madrid            | Paracuellos de Jarama   | Torrejón de Ardoz    |
| Coslada           | San Fernando de Henares | Torres de la Alameda |
| Rivas-Vaciamadrid | Mejorada del Campo      | Loeches              |

## Histoire
En 1481, le domaine de Torrejón de la Ribera est fondé à cet emplacement. Le nom provient peut-être de l'existence d'un bastion (torreón) construit au moment de la Reconquista. Il est plus tard cédé au comte de Barajas. Au XVIIe siècle, c'est un domaine modeste abritant une cinquantaine d'habitants.
En 1746, le roi Philippe V acheta le domaine où peu après sa mort la construction de la fabrique royale de tissus commença.
Autour de l'usine, des logements pour les travailleurs ont été construits, qui sont à l'origine de la ville.
L'ensemble de la zone a été récemment déclarée monument historique et artistique, il ne peut donc pas être modifié, pour protéger les maisons qui subsistent.
Tout au long de ses 200 ans d'histoire, la municipalité a connu des hauts et des bas. Son bâtiment emblématique, l'usine, a été destiné à plusieurs usages, notamment comme un hospice. Actuellement, seule la façade principale a été restaurée et intégrée dans le nouvel hôtel de ville.

## Transports

### Voies de circulation
La ville est accessible par les autoroutes A-2 et M-21 au nord de la commune et M-50 qui la contourne à l'est et au sud.

### Transports en commun
La ville possède une gare ferroviaire située sur le réseau des Cercanías Madrid. Elle est desservie par les lignes C-2 (Chamartín - Guadalajara), C-7 (Príncipe Pío - Alcalá de Henares) et C-8 (Cercedilla - Chamartín - Guadalajara).
La ville est traversée par la ligne 7 du métro de Madrid et desservie par les trois stations San Fernando, Jarama et Henares.
La ligne urbaine d'autobus n°1 sillonne les différents quartiers de la commune. En outre, onze lignes interurbaines d'autobus relient San Fernando à Madrid et à d'autres communes voisines.

## Jumelage
San Fernando de Henares est jumelé avec les villes suivantes :
- Venaria, Italie
- Vittoria, Italie
- Castelnau-le-Lez, France

## Photos

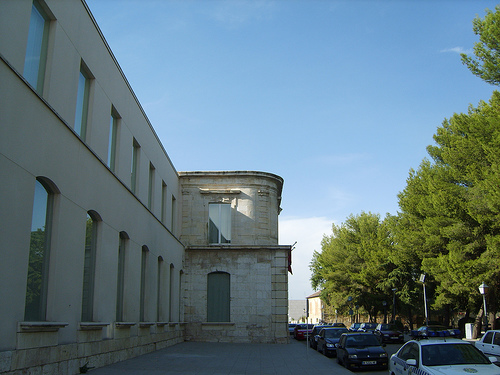
Usine royale de tissus de San Fernando de Henares.
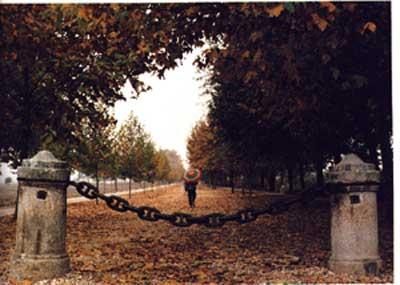
Entrée du Paseo de Chopos.
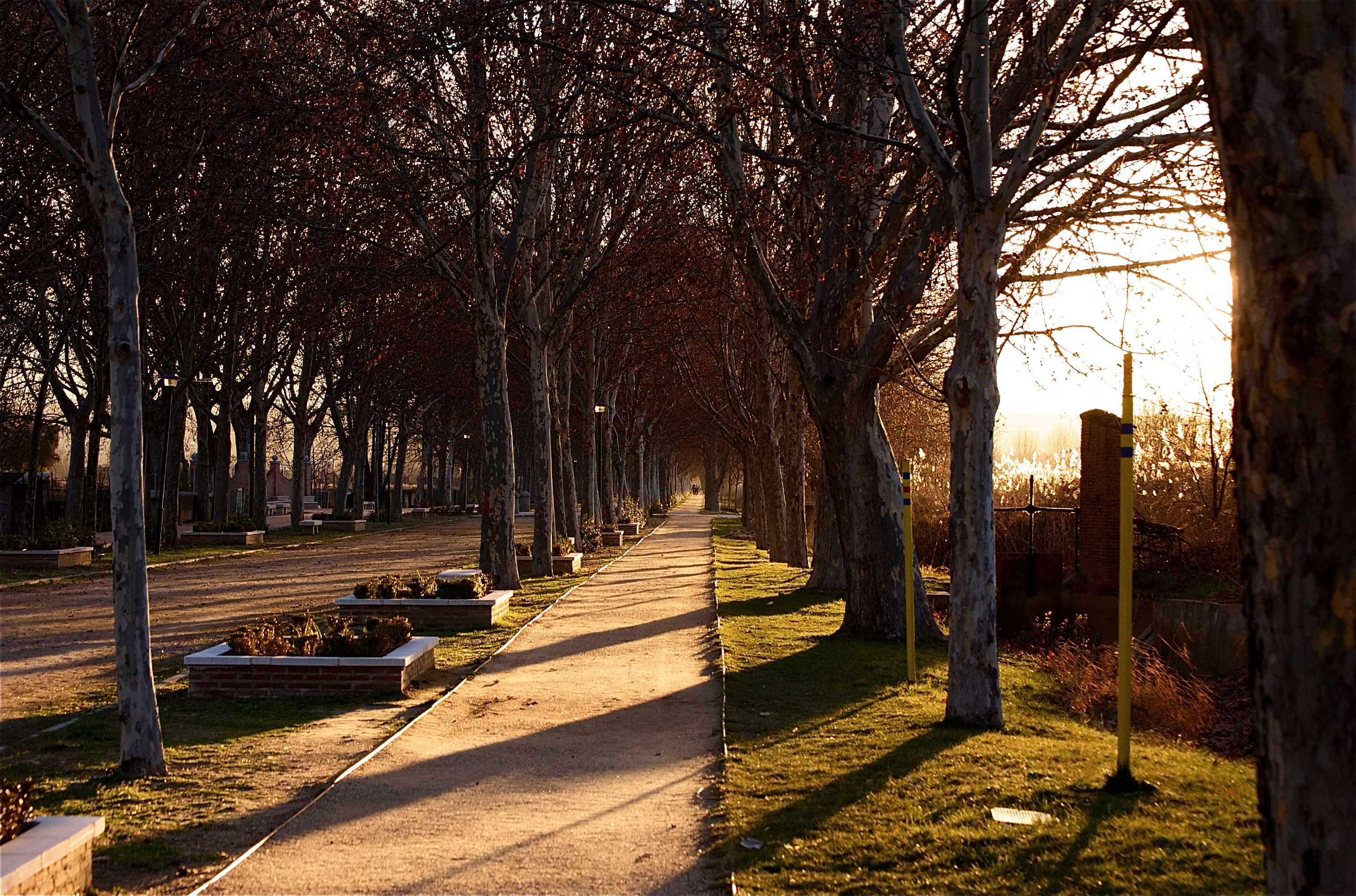
Entrée de la Paseo de Chopos (2).
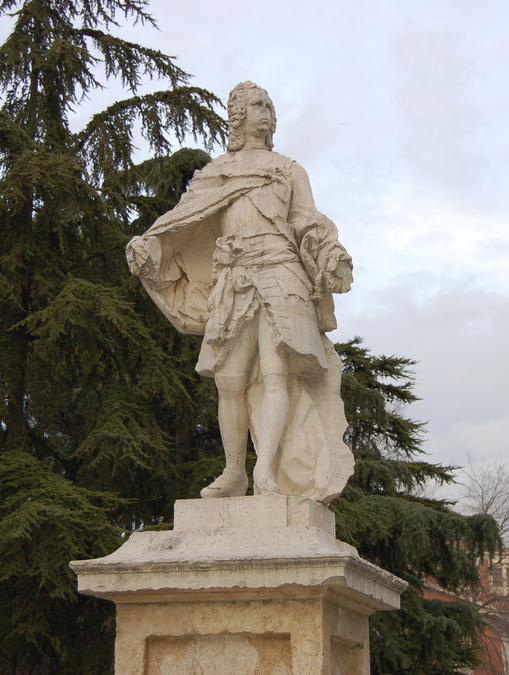
Statue en l'honneur du roi Ferdinand VI, fils de Philippe V.